# De zelfkant (stripverhaal)
Heer Bommel en de zelfkant (in boekuitgaven/spraakgebruik verkort tot De zelfkant) is een verhaal uit de Bommelsaga rondom Heer Bommel, geschreven en getekend door Marten Toonder. Het verhaal verscheen voor het eerst op 9 december 1983 en liep tot 5 april 1984.
Het thema is een eigentijdse versie van het Bijbelboek Job.

## Verhaalaankondiging
De herdruk van het verhaal De kniphoed op voorspraak van bediende Joost, had ook magister Hocus Pas tot nadenken gebracht. Hij werd zich er weer van bewust dat zijn gewetentje hem van tijd tot tijd plaagde, hetgeen storend is voor een magister die zijn Zwarte Kunsten wil ontplooien. Met het klimmen der jaren was het gewetentje zijn hart als een worm gaan plagen. Hij besluit een beschermende Zazel-talisman te maken tegen invloeden van buiten, zodat zijn hart kan verharden.

## Uitstelaankondigingen
In de Haagsche Courant van 6 april 1984 vraagt heer Bommel begrip van de lezers. Het opnieuw meubileren en bewoonbaar maken van Bommelstein duurt langer dan gewenst.
Op 1 mei komt in het NRC heer Bommel nogmaals aan het woord. Deze stripstroom heeft als nummer 01514, en toont hetzelfde tafereel als het komende verhaal, dat ook start met ditzelfde nummer. Heer Bommel is nog erg terneergeslagen. Om de zinnen te verzetten haalt Joost een verhaal terug uit de tijd dat zijn werkgever nog jong was: Tom Poes en de watergeest.

## Hoorspel
- De zelfkant in het Bommelhoorspel